# Telosma celebica
Telosma celebica är en oleanderväxtart som först beskrevs av Otto Warburg, och fick sitt nu gällande namn av M.A. Rahman och C.C. Wilcock. Telosma celebica ingår i släktet Telosma och familjen oleanderväxter. Inga underarter finns listade i Catalogue of Life.